# Século VI
O século VI é o período de 1 de janeiro de 501 a 31 de dezembro de 600 de acordo com o calendário juliano na Era Comum. No Ocidente, este século marca o fim da Antiguidade Clássica e o início da Idade Média. Após o colapso do Império Romano do Ocidente no final do século anterior, a Europa se fragmentou em muitos pequenos reinos germânicos, que competiam ferozmente pela terra e pela riqueza. A partir desta agitação, os Francos chegaram a uma proeminência e criaram um domínio considerável que abrangia grande parte das atuais França e da Alemanha. Enquanto isso, o sobrevivente Império Romano do Oriente começou a se expandir sob o imperador Justiniano, que eventualmente recuperou a Norte da África dos Vândalos e tentou recuperar a Itália também com a esperança de restabelecer o controle romano sobre as terras, uma vez governadas pelo Império Romano do Ocidente.
Em sua segunda Idade de Ouro, o Império Sassânida atingiu o auge de seu poder sob Cosroes I no século VI.  O clássico Império Gupta do norte da Índia, em grande parte invadido pelos Huna, terminou em meados do século VI. Os Goturcos se tornaram uma grande potência na Ásia Central depois de derrotar o Canato Rourano. Depois de ser dividida por mais de 150 anos entre as Dinastias do Sul e do Norte, a China foi reunida sob a Dinastia Sui no final do século VI. Os Três Reinos da Coreia persistiram ao longo do século. No Japão, o período Kofun deu lugar ao período Asuka. 
Na América, Teotihuacã começou a declinar no século VI depois de ter atingido seu zênite entre 150 e 450 d.C. Período clássico da civilização maia na América Central.

## Décadas e anos
| Década de 490 | 490 | 491 | 492 | 493 | 494 | 495 | 496 | 497 | 498 | 499 |
| Década de 500 | 500 | 501 | 502 | 503 | 504 | 505 | 506 | 507 | 508 | 509 |
| Década de 510 | 510 | 511 | 512 | 513 | 514 | 515 | 516 | 517 | 518 | 519 |
| Década de 520 | 520 | 521 | 522 | 523 | 524 | 525 | 526 | 527 | 528 | 529 |
| Década de 530 | 530 | 531 | 532 | 533 | 534 | 535 | 536 | 537 | 538 | 539 |
| Década de 540 | 540 | 541 | 542 | 543 | 544 | 545 | 546 | 547 | 548 | 549 |
| Década de 550 | 550 | 551 | 552 | 553 | 554 | 555 | 556 | 557 | 558 | 559 |
| Década de 560 | 560 | 561 | 562 | 563 | 564 | 565 | 566 | 567 | 568 | 569 |
| Década de 570 | 570 | 571 | 572 | 573 | 574 | 575 | 576 | 577 | 578 | 579 |
| Década de 580 | 580 | 581 | 582 | 583 | 584 | 585 | 586 | 587 | 588 | 589 |
| Década de 590 | 590 | 591 | 592 | 593 | 594 | 595 | 596 | 597 | 598 | 599 |
| Década de 600 | 600 | 601 | 602 | 603 | 604 | 605 | 606 | 607 | 608 | 609 |